# Nosacevîci, Rojîșce
Nosacevîci (în ucraineană Носачевичі) este localitatea de reședință a comunei Nosacevîci din raionul Rojîșce, regiunea Volînia, Ucraina.

## Demografie
Componența lingvistică a localității Nosacevîci
     Ucraineană (97,92%)
     Rusă (2,08%)
Conform recensământului din 2001, majoritatea populației localității Nosacevîci era vorbitoare de ucraineană (97,92%), existând în minoritate și vorbitori de rusă (2,08%).